# مرسیدس هنگر
مرسیدس هنگر (مجاری: Mercédesz Henger؛ زادهٔ ۱۸ اوت ۱۹۹۱) یکی از شخصیت‌های شناخته‌شدهٔ تلویزیونی و بازیگر مجارستانی-ایتالیایی است. وی از سال ۲۰۰۲ میلادی تاکنون مشغول فعالیت بوده‌است.
از فیلم‌هایی که وی در آن‌ها نقش داشته است، می‌توان به دارودسته‌های نیویورکی و پست‌فطرت‌ها اشاره نمود.